# Maglev

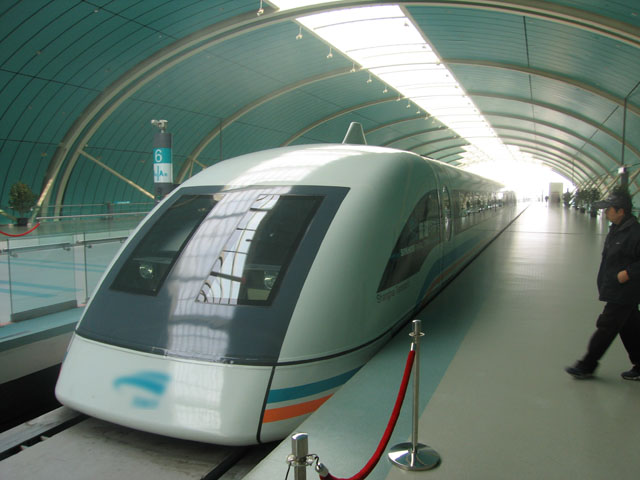
Transrapid v Šanghaji

Maglev – zkráceně z magnetické levitace – je nejmodernější, nejrychlejší, ale také nejdražší druh kolejové dopravy.

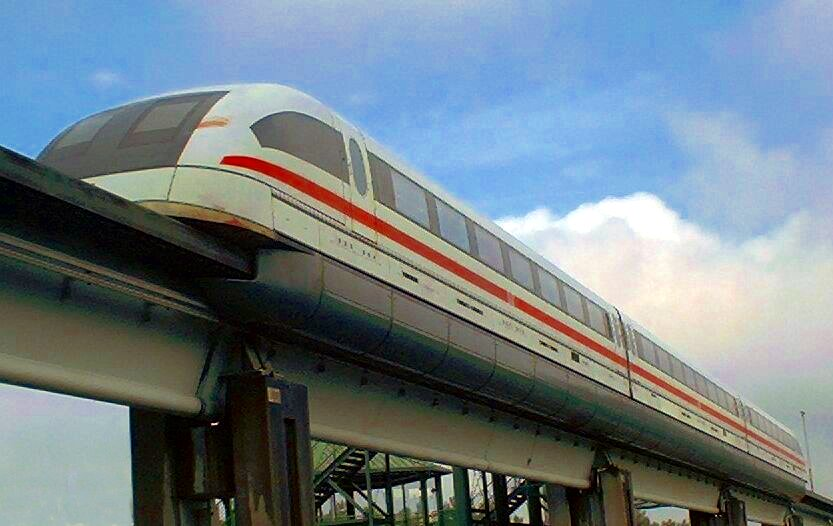
Transrapid v Německu

Vlak se pohybuje na polštáři magnetického pole, které je vytvářeno soustavou supravodivých magnetů, zabudovaných v trati i ve vlaku. Tento vlak má místo kol speciální systém magnetů, včetně lineárních elektromotorů a pohybuje se několik centimetrů nad kolejnicí. V Evropě se používá vzdálenost okolo pěti centimetrů, v Japonsku kvůli geologické aktivitě okolo 10 cm.
Tratě pro maglev jsou poměrně nákladné a musejí být z bezpečnostních důvodů stavěny na mostech, nebo v tunelech, což rozvoj této technologie také prodražuje.
Rychlostní rekord v roce 2005 byl 581 km/h a vytvořili jej Japonci. V roce 2015 byl rekord opět překonán, když vlak v Japonsku dosáhl rychlosti 603 km/h. V roce 2025 vytvořil rychlostní rekord Maglev v Číně, kdy vlak dosáhl za 7 sekund na dráze 600 metrů rychlosti 650 km/h.
V praxi je rychlost limitovaná spotřebou energie a aerodynamickým odporem, tento problém se snažil vyřešit projekt Swissmetro tím, že navrhuje provozovat dráhu v tunelech zbavených vzduchu až ke hranici vakua (vactrain). Takové řešení bylo navrženo i pro tzv. transatlantický tunel.
V pravidelném provozu je maglev jako příměstská dráha na letiště v Šanghaji. V Japonsku plánují zprovoznit roku 2027 dráhu Tokio–Nagoja připravenou na prodloužení do Ósaky.

## Maglev v provozu
Transrapid je německý systém, od 70. let realizovaný na několika zkušebních tratích, např. Transrapid Versuchsanlage Emsland u Lathenu v Emslandu (Dolní Sasko), a od prosince 2002 v Šanghaji jako příměstská dráha mezi městem a letištěm.
Obdobně Japonci tento druh dopravy zkouší od 70. let. Od roku 1996 dodnes je japonský JR-Maglev provozován na zkušební trati v prefektuře Jamanaši, která je vedena převážně v tunelech.
V letech 1984 až 1991 byla v provozu zkušební magnetická městská dráha v Berlíně, takzvaná M-Bahn, fungující na podobném principu.
Stavba tohoto zvláštního vlaku i jeho vodicí dráhy byla v mnoha směrech velmi náročná. Pohybující se vlak například dělí od dráhy jen tenká vrstva vzduchu. V Šanghaji je měkká půda, a proto stavitelé museli do vodicí dráhy zabudovat speciální spoje, které je možné nastavovat a tím vyrovnávat změny způsobené sesedáním půdy. Konstruktéři také museli vzít v úvahu drobné deformace, ke kterým dochází u betonových nosníků, mimo jiné rozpínání a smršťování způsobené změnami teploty.

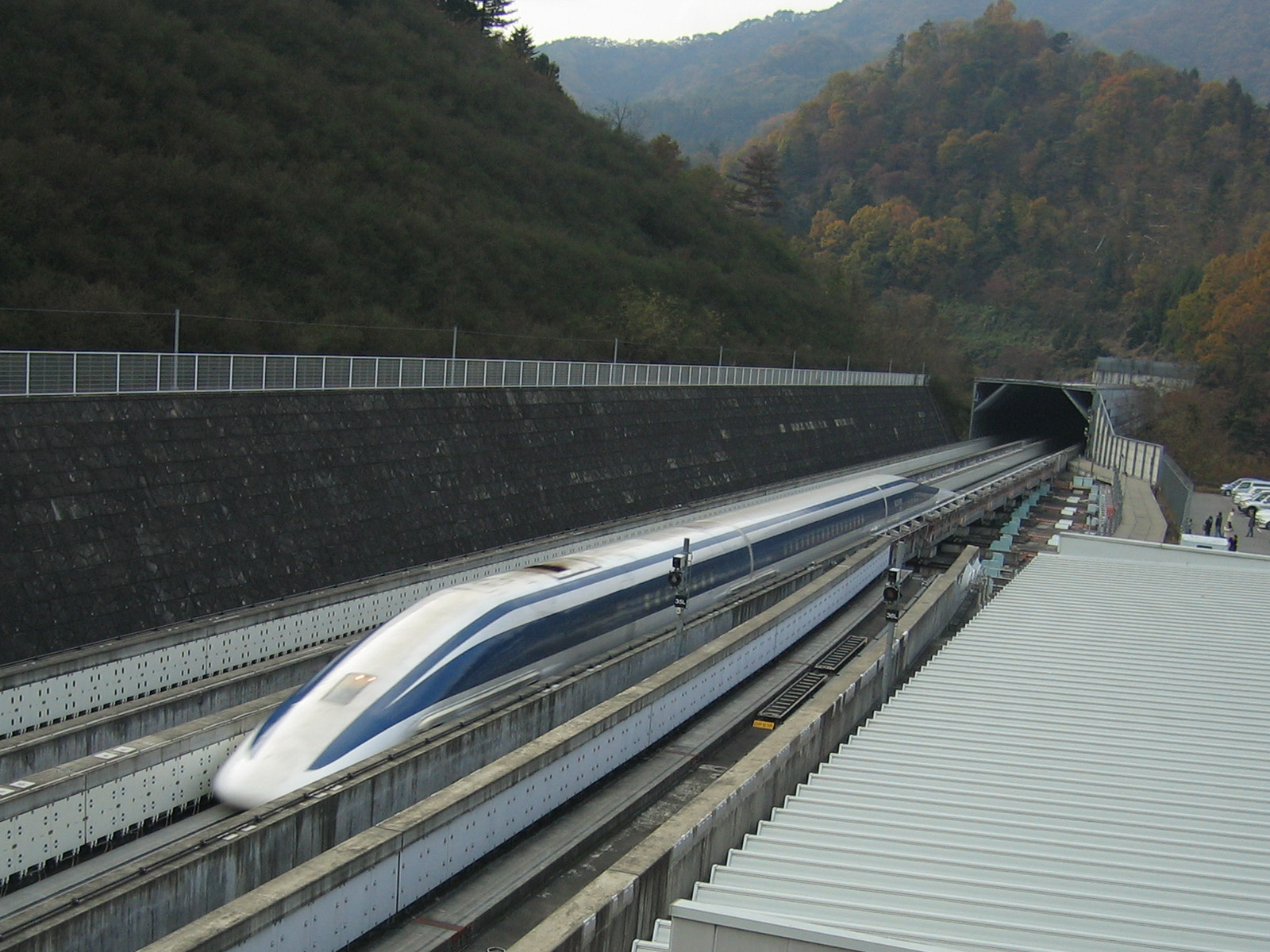
JR-Maglev (MLX01) v Japonsku

Technologie využívající magnetickou levitaci má řadu výhod. Při jízdě nevznikají škodlivé výfukové zplodiny ani hluk způsobený motorem nebo koly. Dráha a další technická zařízení jsou méně náročné na údržbu. Magnetický vlak je také velmi úsporný. Při přepravě stejného množství cestujících spotřebuje třikrát méně energie než auto, a dokonce pětkrát méně než letadlo. Tento vlak potřebuje ke vznášení méně energie, než vyžaduje provoz jeho klimatizace. Navíc dokáže stoupat do příkřejšího svahu a projíždět ostřejší oblouky lépe než běžný vlak. Díky tomu se při stavbě trati zmenšují nároky na úpravu terénu.
V říjnu 2010 byla otevřena Vysokorychlostní trať Šanghaj–Chang-čou, která zkrátila jízdní dobu mezi těmito městy na 45 minut. Magnetická dráha byla odložena na neurčito.
První evropský komerční projekt magnetické dráhy oznámilo Bavorsko roku 2007. Transrapid měl sloužit ke spojení centra Mnichova a mnichovského letiště. V březnu 2008 byl ale projekt zastaven, protože se jeho odhadované náklady z původních 1,85 mld. eur vyšplhaly na 3,2 až 3,4 mld. eur. V Německu a mnoha dalších zemích se rozvíjí ekonomičtější síť vysokorychlostní železnice s klasickým systémem kolo-kolejnice, která je organicky napojena na konvenční železniční infrastrukturu a s rekordy 487,3 km/h a 574,8 km/h rychlostně o mnoho nezaostává.
V Japonsku je v plánu zprovoznit do roku 2027 dráhu Tokio–Nagoja a do roku 2045 ji prodloužit do Ósaky. Vlak by měl mít kapacitu asi tisíc cestujících a vzdálenost 332 km z Tokia do Nagoje má překonat za přibližně 40 minut, do Ósaky pak celkem za méně než hodinu.

## Princip levitace
Vznášení vlaku nad kolejemi je zajištěno odpudivou nebo přitažlivou silou elektromagnetů (magnetická levitace). Někteří výrobci užívají klasické elektromagnety, jiní zvolili elektromagnety se supravodivými cívkami.
Výroba dostatečně výkonných elektromagnetů s nepatrnou energetickou spotřebou je umožněna supravodivostí některých materiálů po ochlazení kapalným dusíkem. Zajímavé je, že dodnes neexistuje spolehlivá vědecká teorie vysvětlující tento jev. Dosud známá teorie supravodivosti hovoří o tom, že vibrace krystalové mřížky způsobí vznik Cooperových párů elektronů. Teorie funguje na kapalném heliu a dalších látkách tak spolehlivě, že za ni byla udělena Nobelova cena. Zároveň však předpovídá, že k těmto jevům nemůže docházet při teplotách větších než 23 kelvinů, na což by kapalný dusík nestačil. Za vyšších teplot musí Cooperovy páry vznikat jiným způsobem, dosud přesně neobjasněným.